# 1953 في الأردن
تسرد المقالة الأحداث التي حدثت خلال عام 1953 في الأردن.

## شاغلي المناصب
- الملك: الحسين
- رئيس الوزراء:
  - حتى 5 أيار / مايو: توفيق أبو الهدى
  - من 5 أيار / مايو: فوزي الملقي

## أحداث

### أيار / مايو
2 مايو - تتويج الحسين ملكاً للأردن.